# Златинский, Христо
Хри́сто Евти́мов Злати́нский (болг. Христо Евтимов Златински; род. 22 января 1985, Гоце-Делчев, Благоевградская область) — болгарский футболист, полузащитник; тренер.

## Клубная карьера
Родившийся в Благоевграде, Златинский является воспитанником футбольной академии легендарных «орлят», пройдя через команды всех возрастных групп. В 2001 году Христо подписал свой первый профессиональный контракт с «Пирином».
Играя в течение четырёх лет за «Пирин», Христо сыграл в 56 матчах чемпионата Болгарии и забил в них 5 голов. Летом 2005 года перешёл в состав «Локомотива» из Пловдива. Проведя два года в пловдивском клубе, в 2007 году Христо подписал контракт на два года с другим «Локомотивом» — софийским, перейдя туда на правах свободного агента.
После истечения контракта с софийским клубом Христо вернулся в Пловдив, подписав двухлетний контракт с «Локомотивом». Летом 2012 года, в связи с финансовыми проблемами в клубе после ухода президента Коко Динева, Златинский рассматривал возможность перехода в один из столичных клубов — ЦСКА или «Левски», но остался в клубе ещё на год.

### «Лудогорец»
Христо перешёл в состав «Лудогорца» 13 июня 2013 года. 17 июля дебютировал в Лиге чемпионов УЕФА в перыом матче второго отборочного раунда Лиги чемпионов УЕФА против словацкого «Слована», завершившемся поражением его команды со счётом 1:2. 6 августа 2013 года в ответном матче третьего отборочного раунда Лиги чемпионов УЕФА против сербского «Партизана», завершившемся победой разградцев со счётом 1:0, забил победный мяч, отличившись с 11-метровой отметки. Выиграв по сумме двух матчей со счётом 3:1, его клуб вышел в раунд плей-офф, где уступил швейцарскому «Базелю». В розыгрыше Лиги Европы УЕФА его команда попала в группу с одесским «Черноморцем», загребским «Динамо» и ПСВ, в которой заняла первое место с 16 очками, ни разу не проиграв. В матче против «Черноморца» Златинский принёс клубу победу со счётом 1:0, забив единственный мяч. Также он отличился в матче 1/16 финала против итальянского «Лацио», который завершился вничью 3:3.

## Международная карьера
В период с 2004 по 2006 год Христо сыграл 11 матчей в составе молодёжной сборной страны. 7 октября 2011 года он дебютировал в составе главной сборной, выйдя на замену вместо Георгия Миланова на 67-й минуте товарищеского матча против сборной Украины.

## Достижения
«Лудогорец»
- Чемпион Болгарии: 2013/14
- Обладатель Кубка Болгарии: 2013/14
- Обладатель Суперкубка Болгарии: 2014